# 守山駐屯地
守山駐屯地（もりやまちゅうとんち、JGSDF Camp Moriyama）は、愛知県名古屋市守山区守山三丁目に所在し、第10師団司令部等が駐屯している陸上自衛隊の駐屯地である。
駐屯地司令は、第10師団副師団長が兼務。隷属する分屯地に岐阜分屯地（岐阜県各務原市）があり、岐阜県岐阜市日野町に1907年（明治40年）開業の日野基本射撃場（愛知・岐阜・三重の東海3県で4ヵ所ある自衛隊射撃訓練施設の1つ）がある。

## 沿革
日本陸軍
- 1896年（明治29年）12月：旧日本陸軍第3師団第5旅団歩兵第33連隊が名古屋歩兵第6連隊内に発足[1]。連隊編成は3か年計画により実行され、この年は第1大隊を編成[2]。
- 1897年（明治30年）8月：第3師団第5旅団歩兵第33連隊が名古屋城（名古屋市中区）から守山に完成した営舎に移駐[3]。また、同年12月には第2大隊が成立[4]。
- 1925年（大正14年）：軍縮に伴い歩兵第33連隊は久居に移駐[4]。
- 1928年（昭和03年）4月：第3師団隷下の騎兵第3連隊が名古屋市中区から移駐[4]。
- 1944年（昭和19年）：第3師団隷下の野砲第3連隊が名古屋市中区から移駐。

アメリカ軍
- 1945年（昭和20年）11月：在日米軍が守山に進駐、接収される[4]。
- 1957年（昭和32年）9月：米軍が撤収[4]。

陸上自衛隊守山駐屯地
- 1959年（昭和34年）
  - 6月1日：守山駐とん地として新設[5]。
  - 6月2日：第14普通科連隊第2大隊が金沢駐屯地から移駐。
  - 6月3日：第10混成団本部および諸隊が久居駐屯地から移駐[6]。
- 1962年（昭和37年）1月18日：第10混成団が第10師団へ改編[7]。第14普通科連隊第2大隊を基幹として第35普通科連隊が編成完結。
- 1975年（昭和50年）8月1日：第10師団音楽隊が正規編成となり第10音楽隊を新編。
- 1991年（平成03年）年）3月29日：第10後方支援連隊を新編。
- 2004年（平成16年）3月29日：師団改編。

1. 第10化学防護隊が新編。
2. 第10後方支援連隊本部および本部付隊、補給隊、衛生隊が春日井駐屯地に移駐。
3. 第10後方支援連隊第1整備大隊通信電子整備隊および第2整備大隊第3普通科直接支援中隊が新編。

- 2013年（平成25年）3月26日：第10化学防護隊を第10特殊武器防護隊へ改編。
- 2023年（令和05年）6月14日：日野基本射撃場にて日野基本射撃場発砲事件。自衛官の発砲事件は山口駐屯地訓練自衛官小銃乱射事件以来39年ぶり。

## 駐屯部隊

### 中部方面隊隷下部隊
- 第10師団
  - 第10師団司令部
  - 第35普通科連隊
  - 第10後方支援連隊
    - 第1整備大隊
      - 通信電子整備隊：第10通信大隊等の通信電子機材を整備支援

    - 第2整備大隊
      - 第3普通科直接支援中隊：第35普通科連隊を整備支援

  - 第10通信大隊
  - 第10特殊武器防護隊
  - 第10師団司令部付隊
  - 第10音楽隊
- 中部方面システム通信群
  - 第104基地システム通信大隊
    - 第306基地通信中隊
- 中部方面会計隊
  - 第408会計隊
- 守山駐屯地業務隊

### 防衛大臣直轄部隊
- 警務隊
  - 中部方面警務隊
    - 第130地区警務隊

### 共同の機関
- 愛知地方協力本部
  - 守山地域事務所

## 最寄の幹線交通
- 高速道路
  - 東名高速道路
  - 名古屋第二環状自動車道
- 一般道
  - 国道19号
  - 国道302号
  - 愛知県道15号名古屋多治見線
  - 愛知県道30号関田名古屋線
  - 愛知県道59号名古屋中環状線
  - 愛知県道215号田籾名古屋線（出来町通）
- 鉄道
  - 名鉄瀬戸線 守山自衛隊前駅
  - 名古屋ガイドウェイバスガイドウェイバス志段味線（ゆとりーとライン） 守山駅
- 港湾
  - 名古屋港（指定特定重要港湾）
  - 衣浦港（重要港湾）
- 飛行場
  - 中部国際空港（第一種空港）
  - 名古屋飛行場（航空自衛隊小牧基地）

## 重要施設
- 新名古屋火力発電所（出力145.8万kW。LNG）（名古屋市港区）
- 西名古屋火力発電所（出力119.0万kW。石油）（海部郡飛島村）
- 知多火力発電所（出力396.6万kW。LNG・石油）（知多市）
- 知多第二火力発電所（出力170.8万kW。LNG）（知多市）
- 武豊火力発電所（出力112.5万kW。石油）（知多郡武豊町）
- 碧南火力発電所（出力410.0万kW。LPG）（碧南市）
- 南安城変電所（一次変電所）（安城市）
- 北部開閉所（岐阜県関市）
- 日本製鉄名古屋製鉄所（年間粗鋼生産量は約600万トン（国内第7位））（東海市）
- JFEスチール知多製造所（半田市）
- ENEOS知多製造所（原油処理は2001年6月にて休止）（知多市）
- 出光興産愛知製油所（原油処理能力は日量16.0万バレル）（知多市）
- 出光興産碧南LPG基地（碧南市）
- 日油衣浦工場／武豊工場（火薬類工場。宇宙ロケットの打ち上げ用固体推進薬も製造している）（知多郡武豊町）
- 川崎重工業航空宇宙システムカンパニー岐阜、名古屋第一、名古屋第二工場（航空宇宙関連、誘導武器等の工場）（各務原市、弥富市、海部郡飛島村）
- 三菱重工業名古屋航空宇宙システム製作所（航空宇宙関連工場）（西春日井郡豊山町、海部郡飛島村）
- 三菱重工業名古屋誘導推進システム製作所（誘導武器等の工場）（小牧市）
- 豊和工業（小銃、迫撃砲の製造工場）（清須市）
- 尾張東部浄水場（日進市）
- 金城ふ頭（名古屋港の物流拠点）（名古屋市港区）

## 特徴
名古屋城にちなみ、駐屯地正門、司令部庁舎車寄せや厚生センターにしゃちほこが置かれている。
本来なら「名古屋駐屯地」と称しても良いはずだが、旧軍時代には名古屋城（名古屋市中区）にも部隊が駐屯しており、演習場一帯と隣接していた当地とは距離も離れており当初から守山駐屯地と言った。陸上自衛隊の駐屯地として再開した1959年（昭和34年）時点の所在地名は守山市であり、この名称がそのまま引き継がれている。
1990年（平成2年）10月21日、衆議院議員であった丹羽兵助が、地元住民にも公開して行われた記念行事に訪れていた際、本部庁舎内1階において、部外者の男に刃物で刺され搬送先の病院で死亡した。出迎えの幹部隊員や女性自衛官、一般市民らの目前で起こった惨劇で、現場は大混乱に陥った。この事件を教訓に、以降の公開行事では警備人員が大幅に増強されている。
2023年（令和5年）6月には、日野基本射撃場で、18歳の自衛官候補生の男が訓練中に自動小銃を乱射。2人が死亡、1人が重傷を負う事件が起きた。
LAWSON、モスバーガー移動販売店、カレー屋台移動販売店が駐屯地内に入っている。